# Luna de Arena
Luna de Arena es una obra de teatro del escritor y periodista colombiano Arturo Camacho Ramírez estrenada en el Teatro Colón de Bogotá en 1943. Fue lanzada como libro en 1948, siendo llevada a escena numerosas veces desde entonces. La historia toma lugar en Manaure, La Guajira, región a la que Camacho Ramírez viajó en 1938. Los parlamentos en esta pieza teatral están escritos en verso.  

## Argumento
La obra está dividida en tres actos, con seis personajes actuando en escena: Adelina (mestiza con sangre wayuu apodada como Luna de Arena, vive refugiada en la taberna de Gino), Claudio (forastero que llega a Manaure y se enamora de Adelina, siendo correspondido), Bautista (miembro más joven de una banda de contrabandistas, enamorado de Adelina pero no correspondido), Sabino y Chema (miembros de la misma banda de contrabandistas que Bautista) y Gino (atiende una taberna a orillas del mar junto con la protagonista).  

## Origen del título
En la historia que Adelina le cuenta a Claudio cuando éste pregunta por su infancia, se da a conocer de forma implícita el origen del título de la obra:

Cerca de Castilletes

tiene origen mi vida.

Me dicen que mi madre

era una hermosa india

de la casta más noble

que tiene La Guajira.

Como era silenciosa,

lejana y retraída,

buscaba en los crepúsculos

la sola compañía

de los médanos más altos

que la luz encendía

Se dice que una tarde

brotó de entre la arena

un hombre fuerte y rubio

cuya extraña presencia

mi madre fue la única

que logró conocerla.
A partir de aquel día

ya nadie volvió a verla.

Pero años más tarde,

bajo la luna llena,

hallaron su cadáver,

tibio aún, en la arena,

y a su lado el del hombre

cruzados por dos flechas.

En medio de los cuerpos,

de bruces en la tierra,

estaba yo llorando

de tres meses apenas.

Mi hermano, de dos años,

jugaba con las crenchas

dispersas de mi madre

sobre su cara yerta.

Dicen que los mataron

indios de Venezuela.

Desde entonces me llaman

las gentes de esta tierra

con un nombre simbólico:

el de Luna de Arena.